# Cot Baawe
Cot Baawe är ett berg i Indonesien.   Det ligger i provinsen Aceh, i den västra delen av landet, 1 800 km nordväst om huvudstaden Jakarta. Toppen på Cot Baawe är 389 meter över havet.
Terrängen runt Cot Baawe är varierad.Runt Cot Baawe är det ganska tätbefolkat, med 86 invånare per kvadratkilometer. I omgivningarna runt Cot Baawe växer i huvudsak städsegrön lövskog.